# Alfonsas Eidintas
Alfonsas Eidintas  (Vaiguva, município de Kelmė, Šiauliai, 4 de janeiro de 1952) é um escritor, historiador e diplomata lituano.
Entre 1969 e 1973, Alfonsas Eidintas estudou História na Universidade Pedagógica de Vilnius. Foi professor-chefe, docente, chefe do Departamento de História Universal, e Vice-Reitor naquela instituição. De 1986 a 1993, foi Diretor-Adjunto de Investigação no Instituto Lituano de História da Academia de Ciências da Lituânia. Recebeu a sua agregação (habilitação) em 1990.
Eidintas entrou para o serviço diplomático em 1993, servindo como embaixador da Lituânia nos Estados Unidos. Serviu também como Embaixador Extraordinário da Lituânia e Plenipotenciário para o Canadá, México, Noruega, Israel, Chipre, Etiópia, África do Sul e Nigéria, e, posteriormente, na Grécia. Trabalhou também no Ministério dos Negócios Estrangeiros, mais recentemente como embaixador-geral no Departamento de Informação e Relações Públicas do Ministério dos Negócios Estrangeiros. Foi docente no Instituto de Relações Internacionais e Ciência Política.
A partir de 2009 foi autor de 17 livros e mais de 50 artigos científicos sobre política e história do seu país, tendo publicado uma obra de ficção histórica, Ieškok Maskvos sfinkso (Em busca da esfinge de Moscovo).